# Methanosalsum
Methanosalsum (лат.) — род архей из семейства Methanosarcinaceae.

## Классификация
На июнь 2017 года в род включают 2 вида:
- Methanosalsum natronophilum Sorokin et al. 2015
- Methanosalsum zhilinae (Mathrani et al. 1988) Boone and Baker 2002typus